# كارلا كورتيخو
كارلا كورتيخو (بالإنجليزية: Carla Cortijo) مواليد 21 يوليو 1987 في سان خوان، هي لاعبة كرة سلة بورتوريكية. بدأت مسيرتها الاحترافية في سنة 2008. وتحمل الرقم 8. يبلغ طولها 5 قدم 8 بوصة (1.7 م). حققت المركز الأول في دورة الألعاب الأمريكية 2011.

## الميداليات
| الميدالية | المسابقة                    |
| --------- | --------------------------- |
| ذهبية     | دورة الألعاب الأمريكية 2011 |

## روابط خارجية
- كارلا كورتيخو على موقع الاتحاد الدولي لكرة السلة (الإنجليزية)
- كارلا كورتيخو على موقع الاتحاد الوطني لكرة السلة النسائية (الإنجليزية)
- كارلا كورتيخو على موقع كرة السلة الأوروبية.كوم (الإنجليزية)
- كارلا كورتيخو على موقع كلية كرة السلة في سبورتس رفرنس.كوم (الإنجليزية)
- كارلا كورتيخو على موقع ريلجم (الإنجليزية)
- كارلا كورتيخو على موقع بروبوليرز (الإنجليزية)
- كارلا كورتيخو على موقع سبورتس رفرنس (الإنجليزية)